# Ernst Pfeiffer (Schriftsteller)
Ernst Georg Reinhold Pfeiffer (* 17. Dezember 1875 in Breslau; † 27. Februar 1942 in Berlin) war ein deutscher Schriftsteller und Journalist.

## Leben
Ernst Pfeiffer war Sohn des Richard Pfeiffer und dessen Ehefrau Berta geb. Kusche.
In Breslau war Ernst Pfeiffer zusammen mit dem Schriftsteller Constantin Liebich, dem Gründer der Schrippenkirche, Betreiber der Zeitungskorrespondenz Liebich&Pfeiffer. Pfeiffer führte die Zeitungskorrespondenz in Berlin fort. Er war auch der Begründer der monarchistischen Zeitschrift Der Aufrechte (gleichzeitig deren verantwortlicher Schriftleiter und Herausgeber) sowie des „Bundes der Aufrechten“. Er lebte in Berlin, kam aus der Stöckerbewegung und war von sozialer Gesinnung. Heinrich von Massenbach schrieb über ihn:

„Aller Frömmelei abhold, ein evangelischer Christ ohne Engherzigkeit, stellte er seine Arbeit unter das Motto: 'Ich dien'.“ Er blieb auch während der Naziherrschaft „seiner Überzeugung treu, sein Glaube half ihm über alle Enttäuschungen hinweg. [...] Pfeiffer und seine Mitarbeiter in der Zeitschrift traten für den noch nahezu totgeschwiegenen monarchischen Gedanken ein, wenige Wochen nach den dunklen Novembertagen des Jahres 1918, als die Gegner der Hohenzollern das Feld beherrschten.“

1938 wurde Pfeiffer von der Gestapo verhaftet. Er starb am 27. Februar 1942 um 11:00 Uhr in seiner Wohnung in der Möckernstraße 80 in Berlin-Kreuzberg an einer Lungenentzündung. Ernst Pfeiffer war seit dem 20. Dezember 1904 mit Marie Madelaine geb. Täger verheiratet. Seine Witwe sowie seine Schwester Elisabeth kamen gegen Ende des Zweiten Weltkriegs bei einem Luftangriff ums Leben.